# Adrian Neaga
Adrian Constantin Neaga (né le 4 juin 1979 à Pitești) est un ancien joueur international, et désormais entraîneur de football roumain.

## Clubs successifs
- 1997-1998 : FC Argeș Pitești  Roumanie
- 1998-1999 : CS Dacia Mioveni  Roumanie
- 1999-2001 : FC Argeș Pitești  Roumanie
- 2001-2005 : Steaua Bucarest  Roumanie
- 2005-2006 : Chunnam Dragons  Corée du Sud
- 2006-2007 : Seongnam Ilhwa Chunma  Corée du Sud
- 2007-2009 : Steaua Bucarest  Roumanie
- Depuis janvier 2009 : FK Neftchi Bakou  Azerbaïdjan